# Хокинс, Салли
Са́лли Сеси́лия Хо́кинс (англ. Sally Cecilia Hawkins; род. 27 апреля 1976) — британская актриса. Её исполнение роли Поппи в фильме 2008 года «Беззаботная» принесло ей несколько международных наград, включая «Золотой глобус» за лучшую женскую роль в комедии или мюзикле. Также известна по ролям миссис Мэри Браун в фильмах «Приключения Паддингтона» и «Приключения Паддингтона 2», Сьюзан в фильме «Вера Дрейк» (2004), Сью Триндер в сериале BBC «Бархатные пальчики» (2005), Энн в фильме «Доводы рассудка» (2007) и Элайзы Эспозито в фильме «Форма воды» (2017).

## Биография
Салли Хокинс родилась в Далвиче, Лондон, в семье Джеки и Колина Хокинса, авторов и иллюстраторов детских книг. Оба ее родителя имеют ирландское происхождение. Её брат Финбар теле- и кинопродюсер. Хокинс выросла в Блэкхите в пряничном домике, охраняемом Национальным фондом, спроектированном Патриком Гвинном. В возрасте трех лет, когда она пошла на цирковое представление, у нее появился интерес к актерскому мастерству. Она намеревалась заняться комедией, но в итоге стала играть в театральных постановках. Она училась в школе для девочек Джеймса Аллена в Далвиче; в 1998 году окончила Королевскую академию драматического искусства.
Салли Хокинс начала свою карьеру как театральная актриса в постановках «Случайная смерть анархиста», «Ромео и Джульетта», «Вишневый сад», «Много шума из ничего», «Сон в летнюю ночь». Она сыграла в телесериалах «Несчастный случай» и «Врачи». В 1998 году, еще будучи студенткой, Хокинс снялась в массовке фильма «Звёздные войны. Эпизод I: Скрытая угроза».
В 2002 году Салли сыграла Саманту в фильме Майка Ли «Все или ничего». Это был первый из трех фильмов, над которыми Хокинс и Ли работали вместе, а вторым стал фильм 2004 года «Вера Дрейк». Она появилась в роли Слэшера в боевике 2004 года «Слоеный торт». Ее первая крупная роль на телевидении пришлась на 2005 год, когда она сыграла Сьюзен Триндер в номинированной на премию BAFTA драме BBC «Бархатные пальчики», экранизации одноименного романа Сары Уотерс, в котором она снялась вместе с Имельдой Стонтон. Затем она снялась в другой экранизации BBC, «Двадцать тысяч улиц под небом» Патрика Гамильтона. В период с 2003 по 2005 год она появилась в четырех эпизодах комедийного сериала BBC «Маленькая Британия». Хокинс сыграла в адаптации Дэвида Хэйра по пьесе Федерико Гарсиа Лорки «Дом Бернарды Альбы» в 2005 году в Королевском национальном театре.
Хокинс озвучивала многочисленные радиосериалы: «Бетонная корова» (здесь она была ещё и автором), «Неделя Эда Рирдона», «Думай о немыслимом», «Дойные коровы», «Война с тритонами», «Линия партии». В 2006 году Хокинс вернулась на сцену, появившись в Королевском придворном театре в постановке Джеза Баттеруорта «Зимовок». Позже Ричард Айоади снял ее в двух своих фильмах: «Двойник» и «Субмарина». В 2007 году она сыграла Энн Эллиот в телефильме Джейн Остин «Доводы рассудка». Ее выступление было хорошо встречено критиками и удостоено награды «Золотая нимфа». Она также сыграла роли второго плана в фильмах Вуди Аллена «Мечта Кассандры» (2007) и «Жасмин» (2013), за участие в последнем была номинирована на Оскар.
В 2008 году Салли Хокинс снялась в комедийно-драматическом фильме «Беззаботная», в которой она сыграла Поппи Кросс, добросердечную учительницу начальной школы. Американский кинокритик и телеведущий Роджер Эберт поставил фильму четыре звезды из четырех, высоко оценив его юмор и глубину, а также игру Салли, заявив, что «на [Салли Хокинс] приятно смотреть». Журналист Питер Брэдшоу написал в The Guardian, что «Салли Хокинс великолепно играет [Поппи]», а Том Лонг из The Detroit News назвал ее выступление «достойным Оскара». Ее выступление получило множество положительных откликов, в том числе премии «Золотой глобус» за лучшую женскую роль в комедии или мюзикле и «Серебряный медведь» за лучшую женскую роль.

## Фильмография
| Год       |     | Русское название            | Оригинальное название          | Роль                        |
| --------- | --- | --------------------------- | ------------------------------ | --------------------------- |
| 2002      | ф   | Всё или ничего              | All or Nothing                 | Саманта                     |
| 2002      | мтф | Бархатные ножки             | Tipping the Velvet             | Зена Блейк                  |
| 2003—2005 | с   | Маленькая Британия          | Little Britain                 |                             |
| 2003      | тф  | Байрон                      | Byron                          | Мэри Шелли                  |
| 2004      | ф   | Слоёный торт                | Layer Cake                     | Слэшер                      |
| 2004      | ф   | Вера Дрейк                  | Vera Drake                     | Сьюзан                      |
| 2005      | мтф | Бархатные пальчики          | Fingersmith                    | Сью Триндер                 |
| 2006      | ф   | Разрисованная вуаль         | The Painted Veil               | Мэри (сцена удалена)        |
| 2007      | тф  | Доводы рассудка             | Persuasion                     | Энн Эллиот                  |
| 2007      | ф   | Мечта Кассандры             | Cassandra's Dream              | Кейт                        |
| 2008      | ф   | Беззаботная                 | Happy-Go-Lucky                 | Паулина (Поппи) Кросс       |
| 2009      | ф   | Цветок пустыни              | Desert Flower                  | Мерилин                     |
| 2009      | ф   | Воспитание чувств           | An Education                   | Сара Голдман                |
| 2010      | ф   | Сделано в Дагенхэме         | Made in Dagenham               | Рита О’Грейди               |
| 2010      | ф   | Субмарина                   | Submarine                      | Джилл Тейт                  |
| 2010      | ф   | Не отпускай меня            | Never Let Me Go                | мисс Люси                   |
| 2011      | ф   | Джейн Эйр                   | Jane Eyre                      | миссис Рид                  |
| 2012      | ф   | Большие надежды             | Great Expectations             | миссис Джо                  |
| 2012      | мф  | Верхом на помеле            | Room on the Broom              | Птица (озвучка)             |
| 2013      | ф   | Жасмин                      | Blue Jasmine                   | Джинджер                    |
| 2013      | ф   | Двойник                     | The Double                     | секретарь                   |
| 2014      | ф   | Годзилла                    | Godzilla                       | доктор Вивьен Грэм          |
| 2014      | ф   | Приключения Паддингтона     | Paddington                     | миссис Мэри Браун           |
| 2014      | ф   | X+Y                         | X+Y                            | мать                        |
| 2016      | мтф | Пустая корона               | Hollow crown                   | Элеанора, герцогиня Глостер |
| 2016      | ф   | Моди                        | Maudie                         | Мод Льюис                   |
| 2017      | ф   | Приключения Паддингтона 2   | Paddington 2                   | Мэри Браун                  |
| 2017      | ф   | Форма воды                  | The Shape of Water             | Элайза Эспозито             |
| 2019      | ф   | Годзилла 2: Король монстров | Godzilla: King of the Monsters | доктор Вивьен Грэм          |
| 2019      | ф   | Вечная красота              | Eternal Beauty                 | Джейн                       |
| 2021      | ф   | Спенсер                     | Spencer                        | стилист Мэгги               |
| 2021      | ф   | Мальчик по имени Рождество  | A Boy Called Christmas         | Mother Something            |
| 2021      | ф   | Фантастический Флиткрофт    | The Phantom of the Open        | Джин Флиткрофт              |
| 2022      | ф   | Пропавший король            | Lost King                      | Филиппа Лэнгли              |
| 2023      | ф   | Королевство Кенсуке         | Kensuke's Kingdom              | мама                        |
| 2023      | ф   | Вонка                       | Wonka                          | миссис Вонка                |
| 2025      | ф   | Верни её из мёртвых         | Bring Her Back                 | Лора                        |